# Atizapán
Atizapán är en kommun i Mexiko. är en kommun i Mexiko. Den ligger i delstaten Mexiko, i den centrala delen av landet, cirka 90 kilometer sydväst om huvudstaden Mexico City. Huvudorten i kommunen är Santa Cruz Atizapán, som även är det klart största samhället. Kommunen hade 10 299 invånare vid folkräkningen 2010, varav drygt 8 000 bodde i kommunhuvudorten. Kommunens area är 6,92 kvadratkilometer, vilket gör den till en av de minsta kommunerna i delstaten, såväl befolkningsmässigt som ytmässigt. Atizapán tillhör Region Toluca.